# Mongolie aux Jeux olympiques d'hiver de 2006
La Mongolie participe aux Jeux olympiques d'hiver de 2006 à Turin en Italie du 10 février au 26 février 2006. Il s'agit de sa 11e participation à des Jeux olympiques d'hiver.
Elle était représentée par deux athlètes.

## Épreuves

### Ski de fond
15 km classique H
- Khurelbaatar Khash Erdene

10 km classique F
- Ochirsuren Erdene Ochir